# Despetal
Despetal war eine Gemeinde im Landkreis Hildesheim, Niedersachsen (Deutschland). Sie gehörte der Samtgemeinde Gronau (Leine) an.

## Geografie

### Geografische Lage
Die ehemalige Gemeinde Despetal liegt südwestlich von Hildesheim bzw. östlich von Gronau zwischen den Naturparks Weserbergland im Westen und dem etwas entfernten Harz im Osten. Unmittelbar nordöstlich der ehemaligen Gemeinde befindet sich der Hildesheimer Wald, südlich davon die Sieben Berge.

### Flüsse
Durch das ehemalige Despetal fließt die Despe, ein östlicher Zufluss der Leine. Daneben existieren in Eitzum der Hahmbach und in Barfelde der Zitterbach sowie der Hufzitterbach. Der Hahmbach und der Hufzitterbach münden in die Despe. Der Zitterbach mündet in den Hufzitterbach. Ferner existieren weitere Gewässer, zum Teil ohne Namen und nicht immer wasserführend.

### Gemeindegliederung
Die Gemeinde Despetal bestand aus diesen drei Ortsteilen:
- Barfelde
- Eitzum
- Nienstedt

Diese Ortsteile sind nunmehr Ortsteile der Stadt Gronau.

## Geschichte

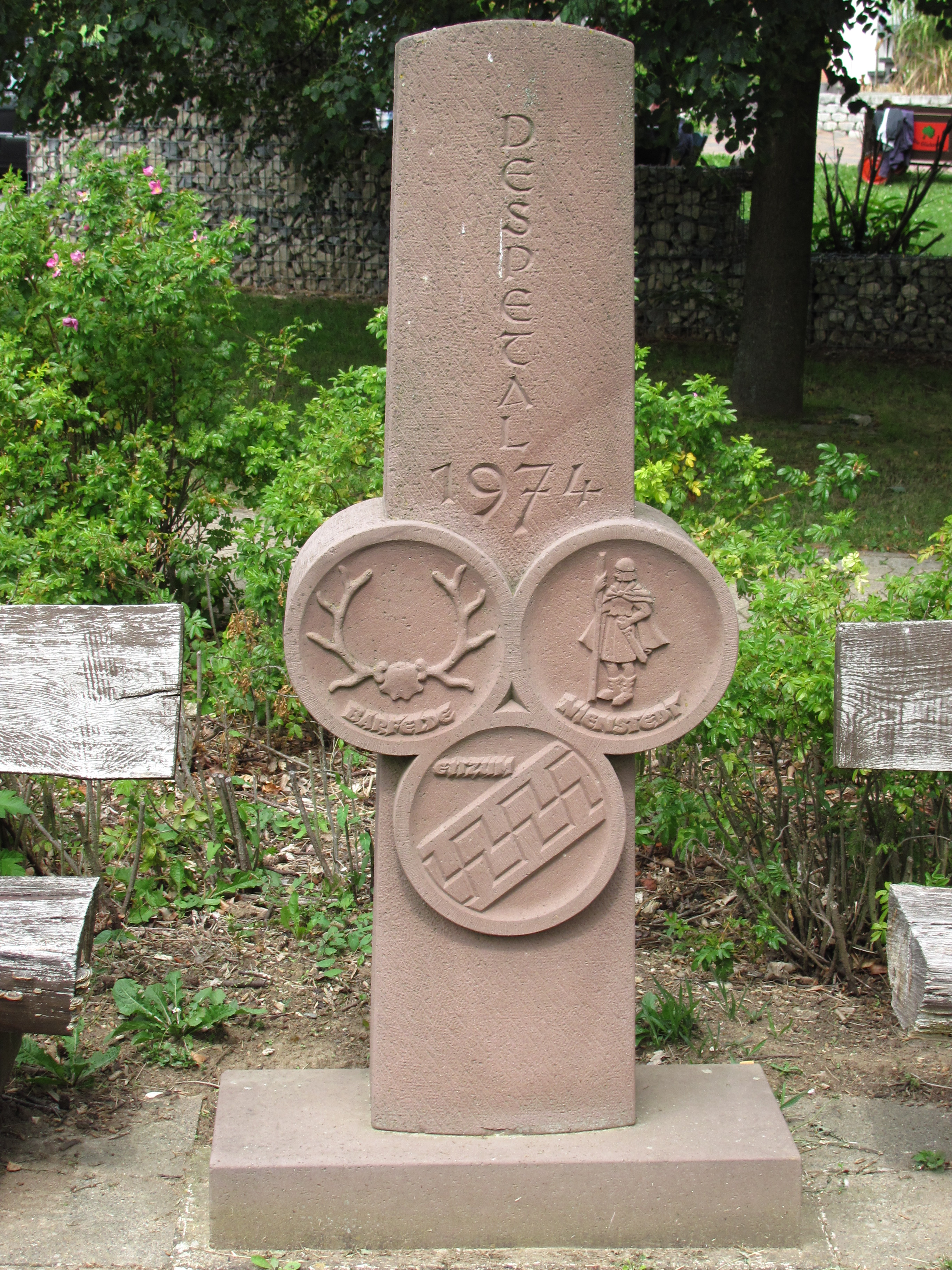
Denkmal zur Gründung der Gemeinde Despetal 1974

Despetal wurde am 1. März 1974 durch Zusammenschluss der Gemeinden Barfelde, Eitzum und Nienstedt gegründet. Am 1. November 2016 wurde die Gemeinde in die vergrößerte Stadt Gronau (Leine) eingemeindet. Despetal gehörte der Samtgemeinde Gronau (Leine) an. Ein Denkmal erinnert mit den Wappen von Eitzum, Barfelde und Nienstedt an die Gründung der Gemeinde Despetal 1974.
Die Samtgemeinde Gronau (Leine) suchte vor einiger Zeit Flächen, die zur Nutzung von Windenergie in Frage kommen. Die von der Samtgemeinde favorisierte Fläche Despetal liegt zwischen den Ortschaften Heinum, Eitzum und Eberholzen. Es gibt Bürgerbewegungen, welche sich gegen die Pläne wehren, da sie die vorgesehene Fläche als zu klein betrachten und befürchten, dass man mit den Windrädern sehr nah an die Ortsbebauung herangehen müsste.

## Politik

### Gemeinderat
Der letzte Gemeinderat aus Despetal setzte sich aus drei Ratsfrauen und sieben Ratsherren folgender Parteien zusammen:
- SPD: 6 Sitze
- CDU: 2 Sitze
- Grüne: 1 Sitz
- Parteilos: 1 Sitz

(Stand: Kommunalwahl am 11. September 2011)

### Bürgermeister
Als letzter ehrenamtlicher Bürgermeister war Andreas Zastrow (SPD) vom 14. November 2011 bis 31. Oktober 2016 im Amt. Seine Stellvertreter waren Werner Nolte (SPD) und Oliver Schmidt (CDU).

### Wappen
Die ehemalige Gemeinde Despetal hat mit Beschluss des Rates vom 20. September 1974 das Kommunalwappen der früheren Gemeinde Barfelde (ab dann ein Ortsteil von Despetal) übernommen. Das Wappen wurde Jahre zuvor am 17. Mai 1938 durch den Oberpräsidenten der Provinz Hannover verliehen und durch den Landrat aus Alfeld am 4. Juli desselben Jahres überreicht.
| Wappen von Despetal | Blasonierung: „Auf goldenem Schild ein schwarzes Zehnenderhirschgeweih.“ |
| Wappen von Despetal | Wappenbegründung: In der Gemeinde Barfelde war im Mittelalter das Geschlecht „de Bervelde“ ansässig, das einen Hirsch bzw. Hirschkopf im Siegel führte. In Anlehnung an dieses Vorbild beschloss die Gemeinde Barfelde damals, das beschriebene Wappen zu führen. |

## Kultur und Sehenswürdigkeiten
Bauwerke

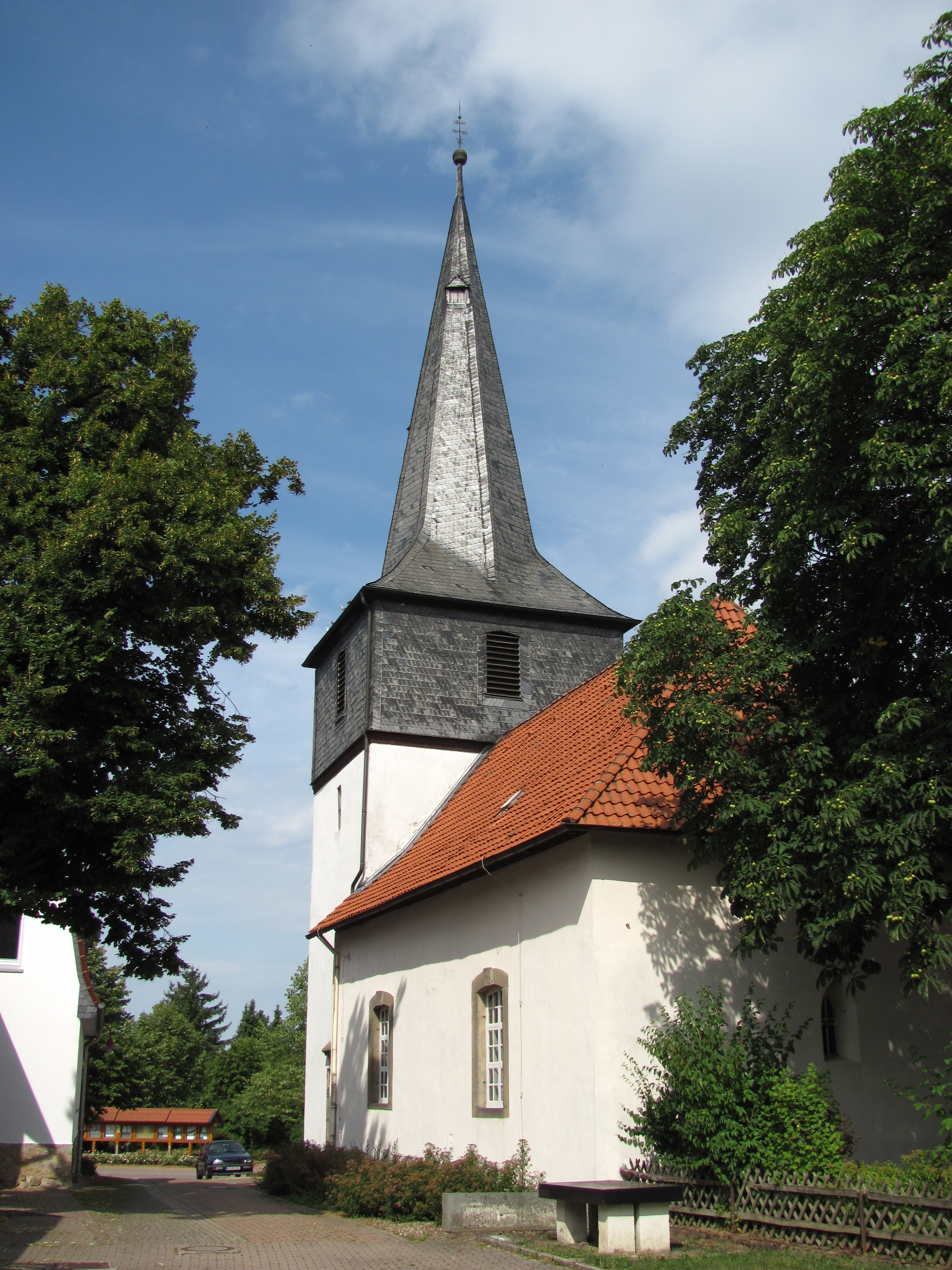
Ev. Kirche in Eitzum
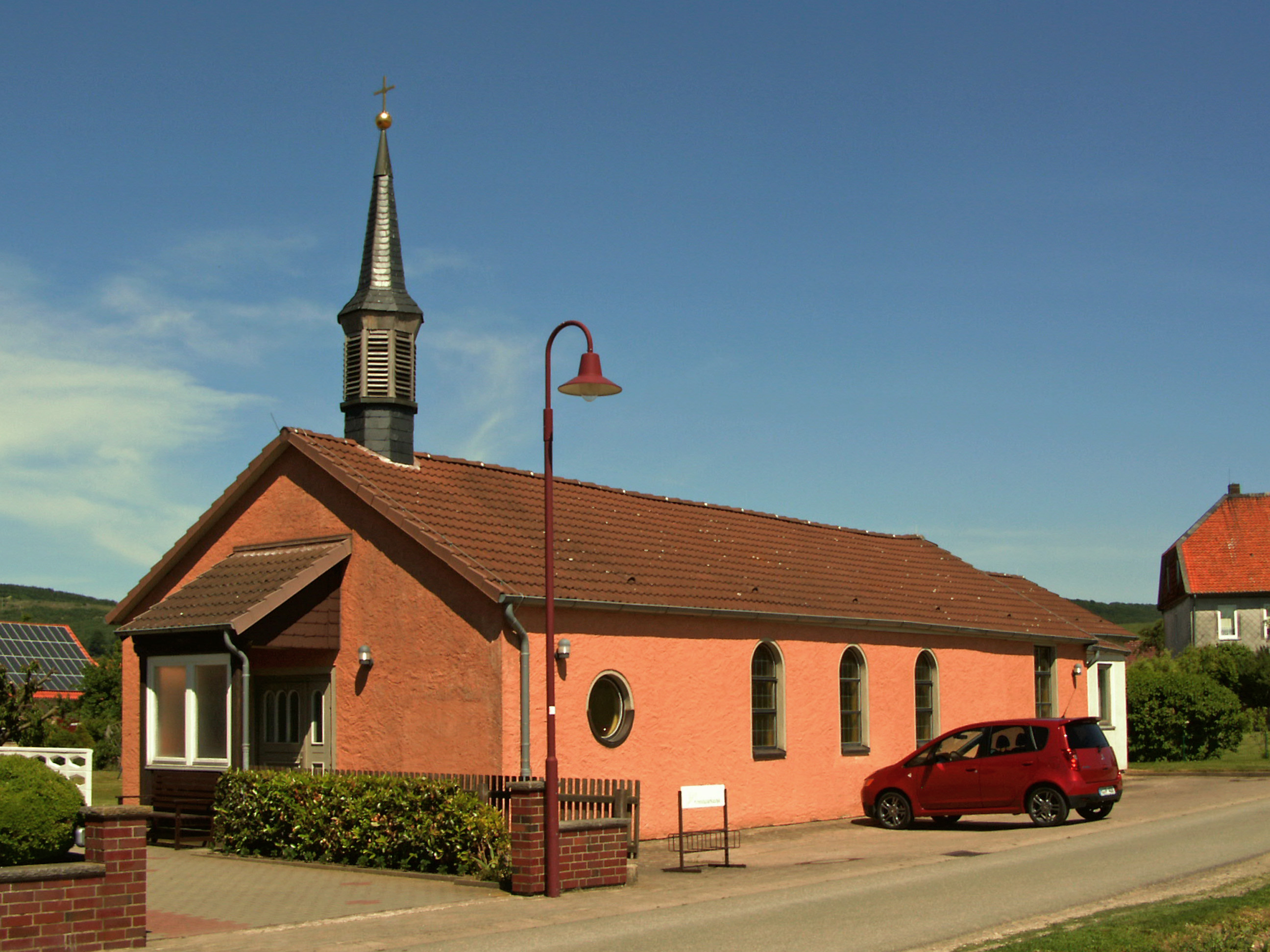
St.-Joseph-Kapelle in Eitzum
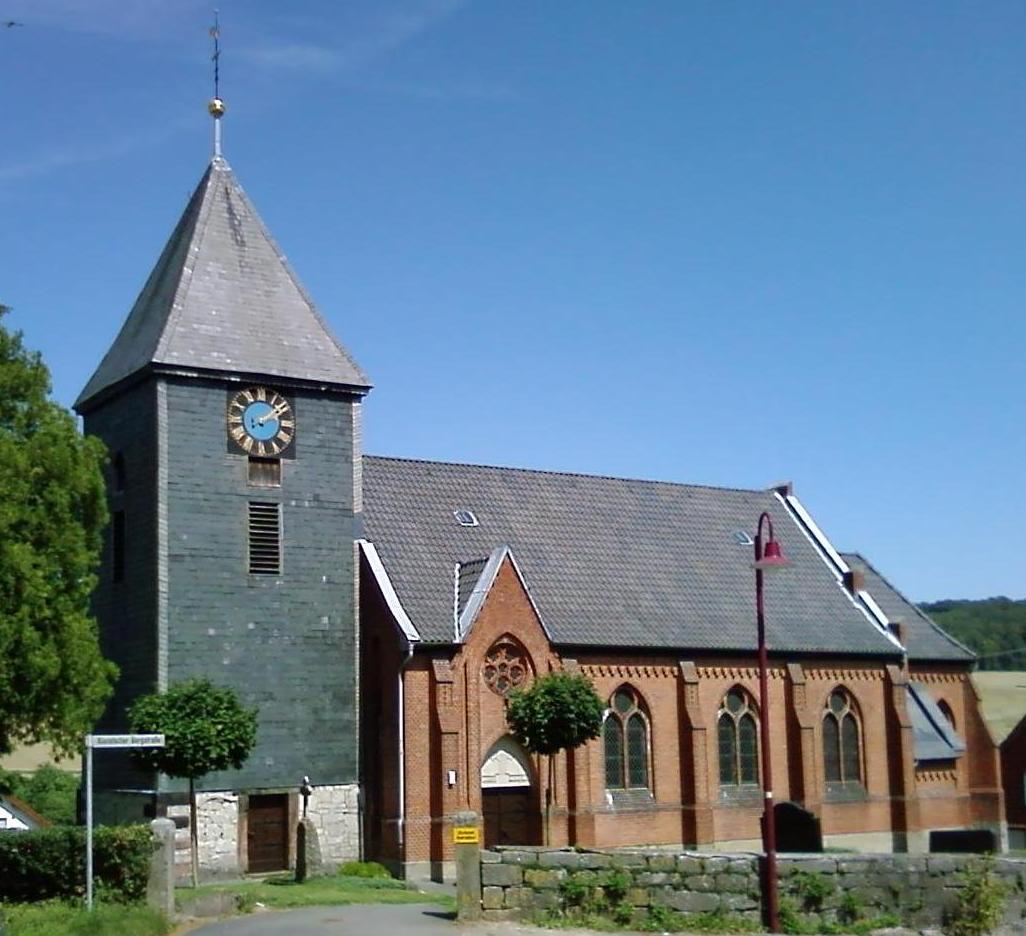
Ev. Kirche in Nienstedt
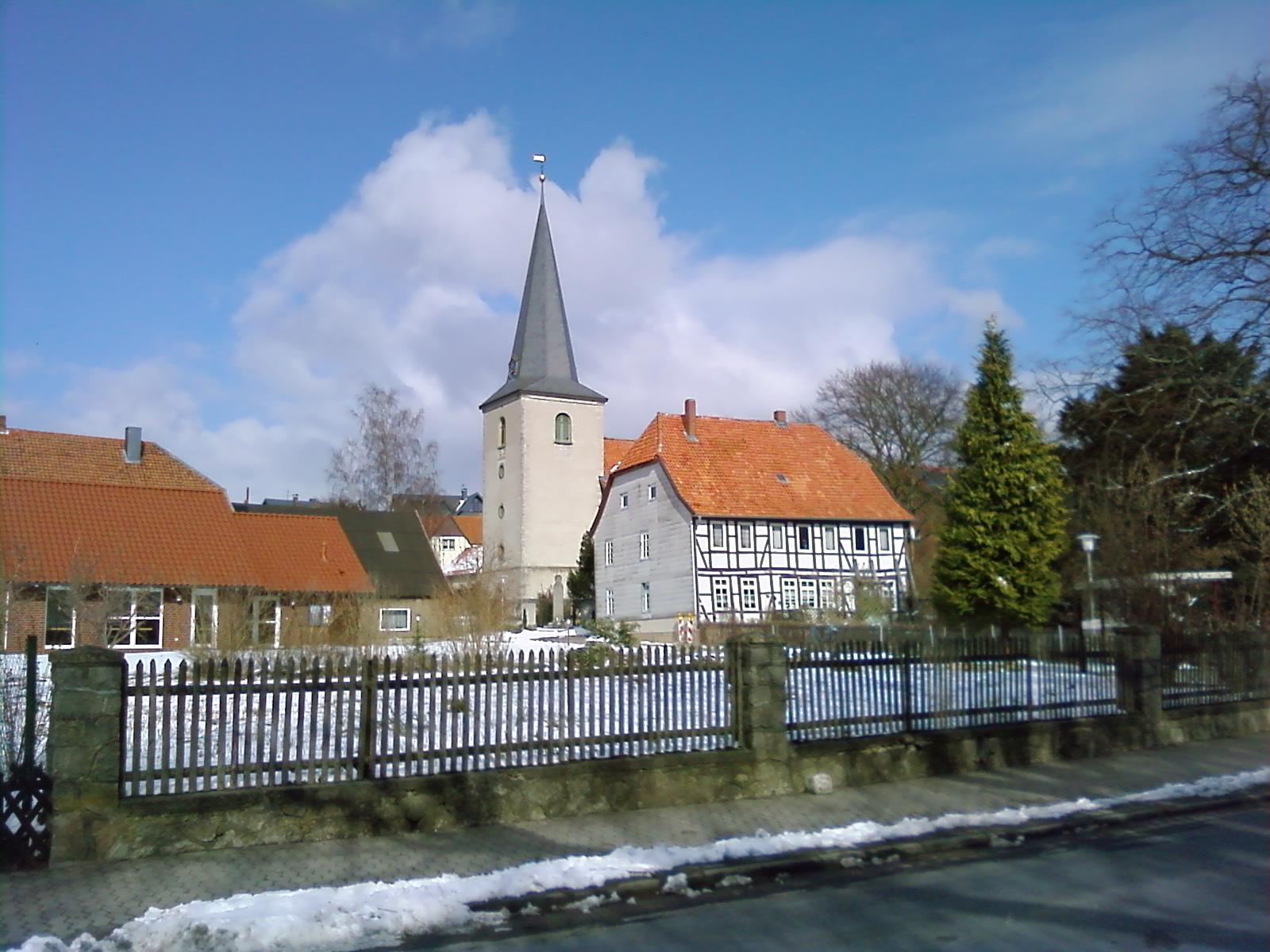
Kirche Barfelde

## Verkehr
- Despetal ist über Landstraßen mit den Bundesstraßen 3 und 1 an das Straßennetz angeschlossen.
- Die Bahnstrecke Hannover–Göttingen verläuft durch das Gebiet der Samtgemeinde Gronau (Leine). Der nächste Bahnhof ist in Banteln.
- Werktäglich sind Eitzum und Nienstedt durch Busverkehr über Sibbesse mit Alfeld und Hildesheim verbunden.